# Viševski Brežiček
Viševski Brežiček je eden izvornih krakov ponikalne reke Obrh na Loškem polju v občini Loška dolina in sodi med vodotoke iz porečja Ljubljanice. Izvira v bajerju pri vasi Viševek in se severno od naselja Pudob kot levi pritok izliva v Veliki Obrh.